# Гандзюк Олександра Михайлівна
Олександра Михайлівна Гандзюк, псевдонім Сандра Олек (26 травня 1961, Луцьк) — український прозаїк, поетеса.

## Біографія
Гандзюк Олександра Михайлівна народилася 26 травня 1961 в м. Луцьку (Українська РСР). Закінчила з відзнакою Луцьку СШ №7 і філологічний факультет Луцького педагогічного інституту імені Лесі Українки (зараз Волинський національний університет імені Лесі Українки). Кандидат філологічних наук, доцент кафедри української мови. Призер VIII Всеукраїнського літературного фестивалю «Просто так» (Коростень, 2007). 
Два літературних рекорди Гандзюк Олександри Михайлівни у 2004 році зафіксовані у «Книзі рекордів України»: 
- Рекорд 1. Протягом 365 діб створено 365 оповідань про кохання.
- Рекорд 2. Загальна кількість оповідань про кохання складає – 500.

## Твори

### Збірки поезій
1. 2007 — «Вагітна болем: ситуації»
2. 2007 — «Чотири виміри любові»

### Збірки прозових творів
1. 2005 — «Контрольний мужчина»
2. 2007 — «Венера в хакі»
3. 2008 — «Смак життя»
4. 2008 — «Дуронька-снігуронька»
5. 2009 — «Ліміти долі»
6. 2009 — «Планета тюльпанів»
7. 2009 — «І стануть одним тілом»
8. 2010 — «Кохання в стилі ретро»
9. 2010 — «Змія»

### Роман
1. 2009 — «Лицар духу»
2. 2011 — «Перед фортецею»